# 秋好祐治
秋好 祐治（あきよし ゆうじ、1977年4月29日 - ）は、日本の音楽プロデューサー、ドラマー、ラジオパーソナリティ、YouTuber。広島県尾道市出身。公式ファンクラブは秋好組。所属事務所は音楽芸能プロダクションのRISE（ライズ）。

## 人物
ロックバンドD-SHADEのドラマーとしてメジャー・デビューを果たし、同バンドの解散後もドラマーとして様々なバンドで活動。並行して、音楽プロデューサーやラジオパーソナリティとしても活動。自身も幼少期に罹患しているペルテス病の支援団体「super view」の代表として、患者やその家族に様々な支援活動を展開。

## 経歴
12歳でドラムを始め、1995年よりD-SHADEのメンバーとして本格的に活動を開始。インディーズで作品を数作発表。1998年4月、D-SHADEのドラマーとして、ポリドールよりメジャー・デビュー。デビュー以降、年間50本以上のホールクラスのライブツアーを行い、シングル6枚、ベスト・アルバムを含むアルバム2枚を発表。フルアルバム「True」の売上枚数は30万枚を超えており、コンパクトディスクのトータル売上枚数は100万枚を超える。2000年5月31日を以てD-SHADEが解散。
D-SHADE解散後、同バンドのギタリストKENの立ち上げたバンド、THE BROOCH!にサポート参加。2003年2月12日、THE BROOCH!の初ライブを敢行。KENとはD-SHADE 1/2としてライブを行う事もある。
2005年3月、viper加入。2006年末、viper解散。2007年、Cries In Blueにサポート参加。
2007年4月、KENJI（ex.CLOSE）、Jouei（閃-hirameki-）らと共にas.milk始動。同年7月より本格的に活動を開始。2009年12月23日、as.milkが活動を休止。
2010年2月より、L～Lotus～にて活動開始。同年3月、YU-YA（ex.Scar.）、KAT（ex.Septaluck、ROOKiEZ is PUNK'Dサポート）らとRhetoric.を始動。
2011年4月、杉本善徳が発起人となり、音楽家、漫画家、イラストレーター、声優など、各業界のクリエイターと制作した東日本大震災チャリティー支援楽曲「手をつなごう」にコーラス参加。
2011年7月14日、L～Lotus～を脱退。2013年12月、TE:D bot結成。2014年1月活動開始。
2016年10月12日、渋谷TSUTAYA O-WESTにて上演の舞台「Sing Equally under the Sky-DIVISION-」にゲスト出演。
2019年4月にペルテス病患者の支援を目的とした非営利団体「super view」を設立。
2019年7月、芸能事務所「RISE」を設立。
2020年2月、super viewが東京都より特定非営利活動法人の設立認証を受け、それに伴い同法人の代表理事を務める。3月、広島県観光特使として任命された。
2020年からYouTubeに公式チャンネル『【Official】Drummer YUJI Channel』を開設し、動画を配信。ツイキャスにて『ほぼ毎日ドラムライブ』を配信している。

## 活動
レインボータウンFM等のFMラジオ番組やWEB番組のラジオパーソナリティを務める。音楽活動の傍ら、チャリティーライブ、講演会、患者、保護者を対象としたレクリエーションを精力的に開催。他に、「障がい、不自由があっても夢は叶う」「障がいを持つ保護者に寄り添う」をテーマとした講演活動を行なっている。